# Гоферы (черепахи)
Гоферы (лат. Gopherus) — род сухопутных черепах. Включает четыре вида с длиной панциря до 40 см.
Гоферы населяют США и Мексику. Обитают в основном на засушливых территориях. Роют обширные норы, в которых прячутся от дневной жары и пожаров и откладывают яйца.
В черепашьих норах находят убежище более 350 видов животных.
Все четыре вида являются редкими, занесены в Красную книгу МСОП.